# カペラ・コロニエンシス
カペラ・コロニエンシス（Cappella Coloniensis）は、ドイツのケルンを拠点に活動する古楽器オーケストラである。

## 沿革
1954年に設立。古楽演奏がまだ充分認知されていない頃から積極的に演奏活動を行ってきた。1980年代以降はロッシーニやワーグナーにも取り組んでいる。
代表的なレコーディングは、ブルーノ・ヴァイル指揮でウェーバーのオペラ『アブ・ハッサン』、『魔弾の射手』やワーグナーの『さまよえるオランダ人』などがあり、特にワーグナーは伝統的な演奏に一石を投じた。